# Le Moniteur acadien
Le Moniteur acadien, vétéran des journaux acadiens, a été fondé à Shédiac, au Nouveau-Brunswick, Canada, le 5 mars 1867.

## Histoire
Le premier numéro paraît le 8 juillet 1867 sous le format d'un hebdomadaire de quatre pages : ce premier journal francophone à voir le jour en Acadie est fondé à Shédiac, au Nouveau-Brunswick. Cette devise est semblable à celle du journal Le Canadien. 1867 est également l'année de la naissance de la Confédération canadienne,. Ce journal a pour devise «Notre langue, notre religion et nos coutumes».
Le Moniteur reprenait les nouvelles nationales et internationales des autres journaux et reposait pour son information locale sur un réseau de correspondants bénévoles. C'est le premier hebdomadaire à se consacrer aux intérêts et aux préoccupations du peuple acadien,.
Le début est assez chaotique. Des difficultés financières poussent son fondateur, le Québécois Israël Landry, à céder Le Moniteur acadien quelques mois seulement après son lancement à son imprimeur, Norbert Lussier, lui aussi québécois. En janvier 1868, Lussier suspend la publication du journal et se rend au Québec acheter du matériel d'imprimerie. Il y rencontre Ferdinand Robidoux et en fait son assistant, ce qui lui permet de reprendre l'édition du Moniteur en mai 1868. Trois ans plus tard, en 1871, Ferdinand Robidoux devient à son tour propriétaire et rédacteur du journal. Les locaux du journal furent trois fois détruits par le feu en 1874, 1879 et 1886, mais, malgré ces coups du sort, le journal continue. La famille Robidoux garde les rênes jusqu'à la disparition du journal en 1926, avec néanmoins un arrêt de publication entre septembre 1918 et novembre 1924. Durant cette période « Robidoux », Le Moniteur devient un puissant instrument de communication auprès des élites acadiennes mais adopte des positions plus modérées que celles de l'autre principal journal acadien L'Évangéline.
Malgré ses arrêts successifs de publication et ses formules différentes, le journal est toujours resté fidèle à la ville de Shediac. Une nouvelle formule est relancée en 1984 sous le nom de P'tit Moniteur jusqu'au 12 mars 1986, puis sous le nom de Le Moniteur du 19 mars 1986 jusqu'en 1988. Depuis 1989, le nom d'origine Le Moniteur acadien est à nouveau en vigueur. Le tirage est de 5 000 exemplaires avec des ventes dans une dizaine de municipalités du Sud-Est du Nouveau-Brunswick et des abonnés dans tout le Canada et aux États-Unis. En vente en 2018,, il trouve un nouvel acquéreur décidé à prendre le relais,.
Le Moniteur acadien est affilié à l'Association de la presse francophone qui regroupe des journaux canadiens de langue française à l'extérieur du Québec.

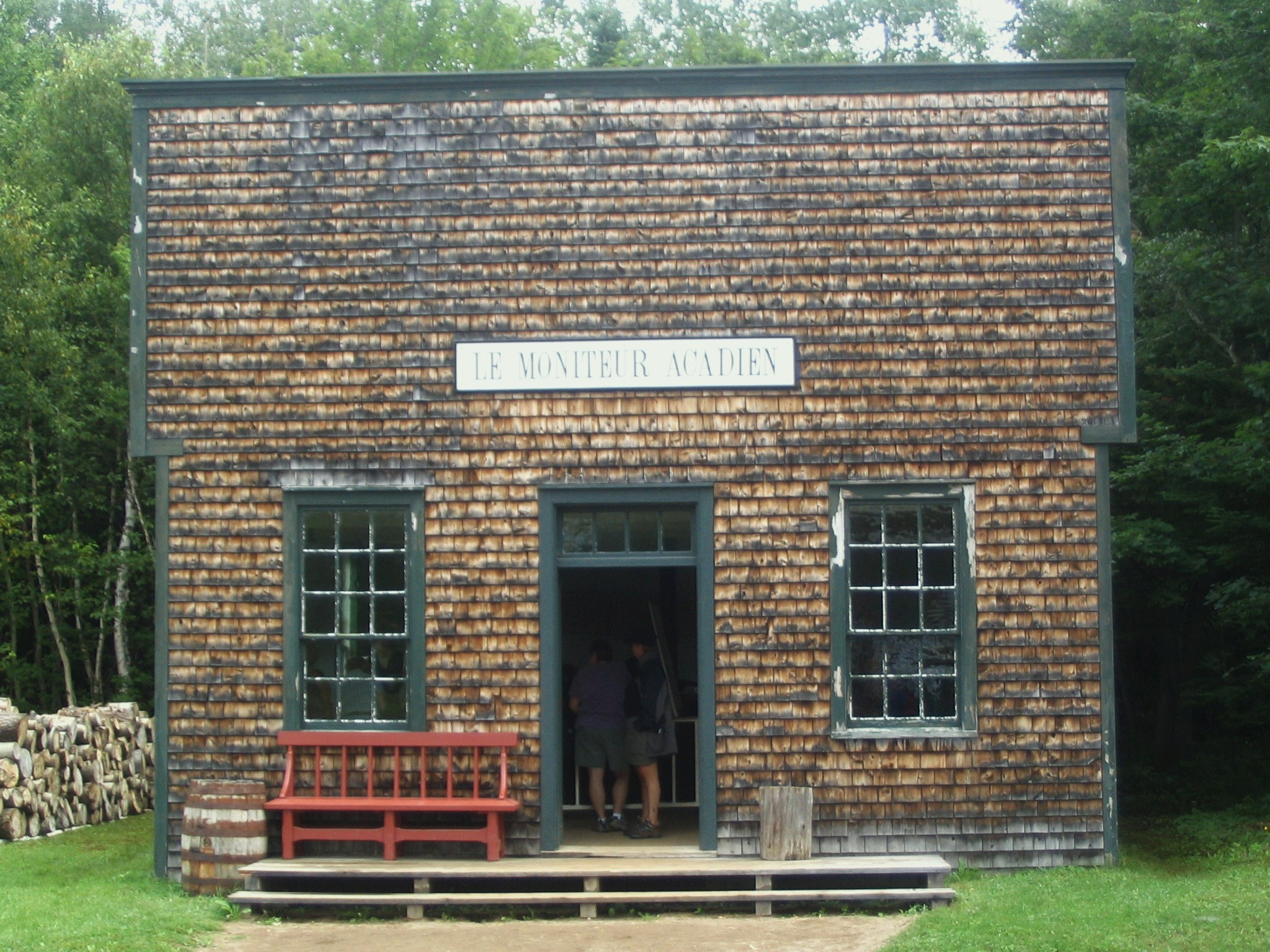
Le Moniteur acadien au Village historique acadien.

Le Village Historique Acadien de Caraquet a fait l’acquisition en 1980 d’une presse à imprimer ayant appartenu au Moniteur Acadien aux alentours de 1886.

## Évocation
Le poète-écrivain-journaliste Gérard Étienne a collaboré au journal dans les années 1980.
Le Moniteur acadien est mentionné dans le recueil de poésie La terre tressée, de Claude Le Bouthillier.